# Kalifaat
Een kalifaat (Arabisch: خلافة khilāfa, Turks: Hilafet) is een staat die geregeerd wordt door een kalief, dat wil zeggen een opvolger van de islamitische profeet Mohammed. Met de benaming kalifaat (derhalve te vertalen als "opvolgerschap") eist een staat zodoende rechtstreeks de politieke erfenis van Mohammed op, en staat daarmee in rang boven een sultanaat en een emiraat. Vrijwel altijd beweert de heersende dynastie van een kalifaat dan ook af te stammen van Mohammed, in het bijzonder van zijn dochter Fatima Zahra. Ook symboliseert een kalifaat de eenheid van de Oemma, al is dit sinds de val van Damascus in 750 al niet meer feitelijk het geval geweest.

## Monarchie of republiek?

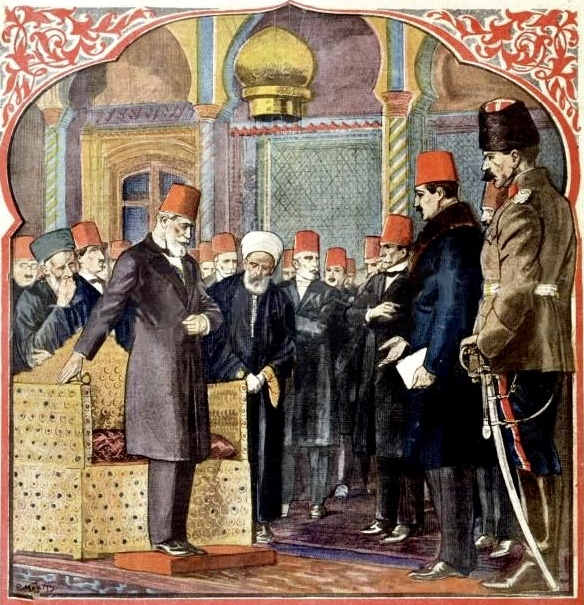
Voorpagina van Le Petit Journal over het afschaffen van het Kalifaat.

Een kalifaat is meestal een dynastieke monarchie, maar historisch en theoretisch is een "republikeins kalifaat" dan wel "kieskalifaat" ook mogelijk.
Het Rashidun-kalifaat (632-661) wordt ook wel het Republikeinse Kalifaat genoemd omdat de Rechtgeleide Kaliefen werden gekozen in plaats van dat ze elkaar erfelijk opvolgden, zoals gebruikelijk werd vanaf de Omajjaden. Deze verkiezing beperkte zich steeds tot een kleine groep sahaba (metgezellen van Mohammed) die uit hun eigen midden een nieuwe kalief kozen. Hoewel het veel verschilt van een moderne representatieve democratie met algemeen kiesrecht enzovoort, wordt wel beweerd dat de kaliefkeuze de 'volkswil' was en het dus een soort "islamitische democratie" was en/of, mede vanwege het bestaan van een "Constitutie" (het Verdrag van Medina) het een islamitische republiek betrof.
In 1922 schafte de Tweede Nationale Turkse Vergadering van de nieuw gestichte Republiek Turkije het sultanaat af, maar verkoos wel Abdülmecit II tot kalief, hetgeen een louter ceremoniële titel werd (los van Mustafa Kemals presidentschap). Zijn regeerperiode was een kalifaat in een republiek, hoewel hij behoorde tot de Ottomaanse dynastie en de titel in principe erfelijk was tot het kalifaat in 1924 geheel werd afgeschaft.

## Indeling
In de geschiedschrijving wordt onderscheid gemaakt tussen de zogeheten hoofdkalifaten, die rechtmatige opvolgers zouden zijn, en de tegenkalifaten, die onrechtmatig tegen een hoofdkalifaat in opstand zouden zijn gekomen. Deze indeling is arbitrair omdat zij in grote mate afhankelijk is van de – mogelijk subjectief gedreven – geschiedschrijver, maar over het algemeen is deze als volgt:
Hoofdkalifaten 
| Vlag | Naam                                    | Hoofdstad* | Begin | Einde | Regeerperiode | Opmerking |
| ---- | --------------------------------------- | ---------- | ----- | ----- | ------------- | --- |
|      | Rashidun-kalifaat                       | Medina     | 632   | 661   | 29 jaar       | |
|      | Omajjaden-kalifaat                      | Damascus   | 661   | 750   | 89 jaar       | Ook wel Kalifaat van Damascus genoemd. |
|      | Abbasiden-kalifaat                      | Baghdad    | 750   | 1258  | 508 jaar      | Ook wel Kalifaat van Bagdad genoemd. |
|      | Het schaduw-kalifaat van de Mammelukken | Caïro      | 1258  | 1517  | 259 jaar      | De Mammelukken van Caïro lieten pro forma nog de Abbasidische kaliefen-dynastie in stand, maar in feite had de Mammelukken sultan alles voor het zeggen. Geschiedschrijvers rekenen deze periode soms wel, soms niet als een echt kalifaat. In ieder geval meenden de Ottomanen in 1517 dat zij door het veroveren van Egypte ook het kalifaat overnamen. |
|      | Ottomanen-kalifaat                      | Istanbul   | 1517  | 1924  | 407 jaar      | De Ottomanen zelf regeerden van 1299 tot 1922 maar het kalifaat begon van 1517 en eindigde in 1924 twee jaar na de val van het Ottomaanse Rijk. |

Tegenkalifaten
| Vlag | Naam                      | Hoofdstad* | Begin | Einde | Regeerperiode | Opmerking                                     |
| ---- | ------------------------- | ---------- | ----- | ----- | ------------- | --------------------------------------------- |
|      | Kalifaat van de Fatimiden | Caïro      | 909   | 1171  | 262 jaar      | Het enige kalifaat van sjiieten (ismailieten) |
|      | Kalifaat Córdoba          | Córdoba    | 929   | 1031  | 102 jaar      |                                               |
|      | Kalifaat van de Almohaden | Marrakesh  | 1121  | 1269  | 148 jaar      |                                               |
|      | Kalifaat Sokoto           | Sokoto     | 1809  | 1903  | 94 jaar       | Zelden meegerekend.                           |

*Sommige rijken hadden verschillende hoofdsteden maar hier heeft men het over de belangrijkste hoofdstad van het rijk.

## Einde en herstelpogingen
De Turkse Nationale Vergadering schafte op 3 maart 1924 het kalifaat af, op instigatie van de seculiere Mustafa Kemal Atatürk in het kader van diens hervormingen, die op modernisering en scheiding van kerk en staat in de nieuwe Turkse republiek waren gericht. De laatste kalief was Abdülmecit II. Dit heeft veel moslims teleurgesteld, en met de opkomst van religieus fundamentalisme vanaf de tweede helft van de 20ste eeuw zijn er door islamisten verscheidene pogingen gedaan om weer een kalifaat op te richten dan wel het oude kalifaat in ere te herstellen, zoals Al Qaida en Kalifaatstaat.

## 2014
In de zomer van 2014 werd op drie verschillende plekken in de wereld een kalifaat uitgeroepen. Het is onduidelijk wat de legitimiteit en de onderlinge verhouding is tussen de drie.

### Islamitische Staat (Ar-Raqqah, Irak en Syrië)
De Iraaks-Syrische soennitische rebellengroep Islamitische Staat (in Irak en de Levant) (IS) die ontstond tijdens de Syrische Burgeroorlog (2011–heden) en in juni 2014 een offensief in Noord-Irak begon, proclameerde op 29 juni 2014 een kalifaat onder de naam "Islamitische Staat" met hun leider Abu Bakr al-Baghdadi als kalief. De Islamitische Staat, met Ar-Raqqah als hoofdstad, claimt een territorium van het Iraakse gouvernement Diyala tot en met het Syrische gouvernement Aleppo. Dit gebeurde tijdens een offensief van het Iraakse regeringsleger om de groepering uit Tikrit te verdrijven.

### Boko Haram (Gwoza, Nigeria)
In navolging van IS riep Abubakar Shekau van de Nigeriaanse terroristische rebellengroepering Boko Haram op 24 augustus 2014 het kalifaat uit in de stad Gwoza in de noordoostelijke staat Borno. Het was niet duidelijk of Boko Haram daarmee een tegenkalifaat had uitgeroepen (voor zover bekend heeft Shekau zich niet als kalief opgeworpen; bovendien zou Shekau volgens het Nigeriaanse leger al in 2013 zijn gedood en zijn dubbelganger Mohammed Bashir in september 2014, hetgeen echter wordt betwijfeld) of zich had aangesloten bij het kalifaat van de Islamitische Staat dat het eerder al zei te steunen.

### Ansar al-Sharia (Derna, Libië)
Op 23 augustus 2014 werd Ansar al-Sharia-leider Abu Sufian bin Qumu uitgeroepen tot kalief in het Oost-Libische stadje Derna, dat al maandenlang een islamistenbolwerk was. In oktober 2014 sloten verschillende islamistenfacties in Derna zich aaneen en zwoeren trouw aan Abu Bakr al-Baghdadi, waarmee de stad onderdeel werd van het IS-kalifaat.

## Kaartengalerij

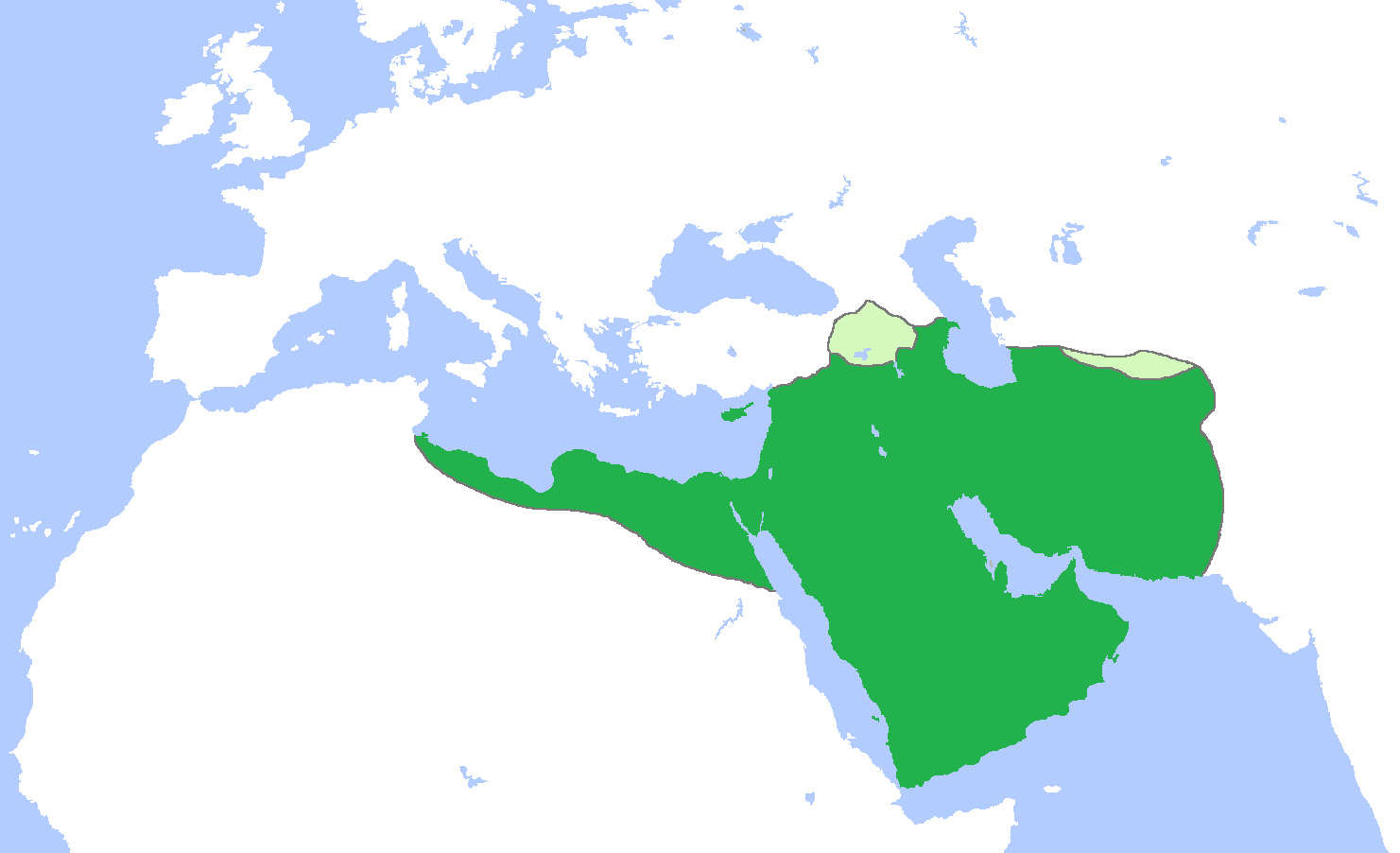
Kaart van het Kalifaat van de Rashidun
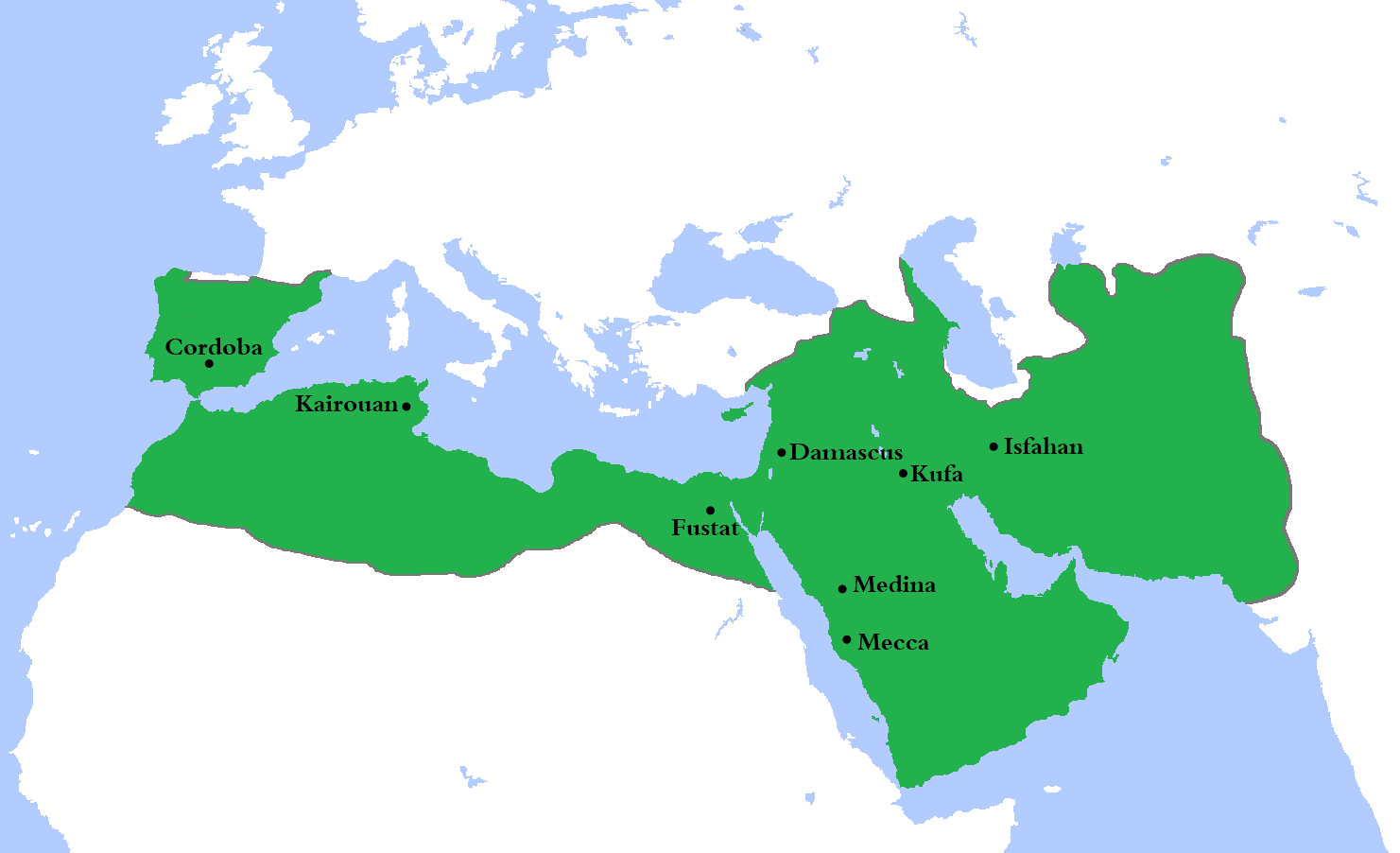
Kaart van het Kalifaat van de Omajjaden
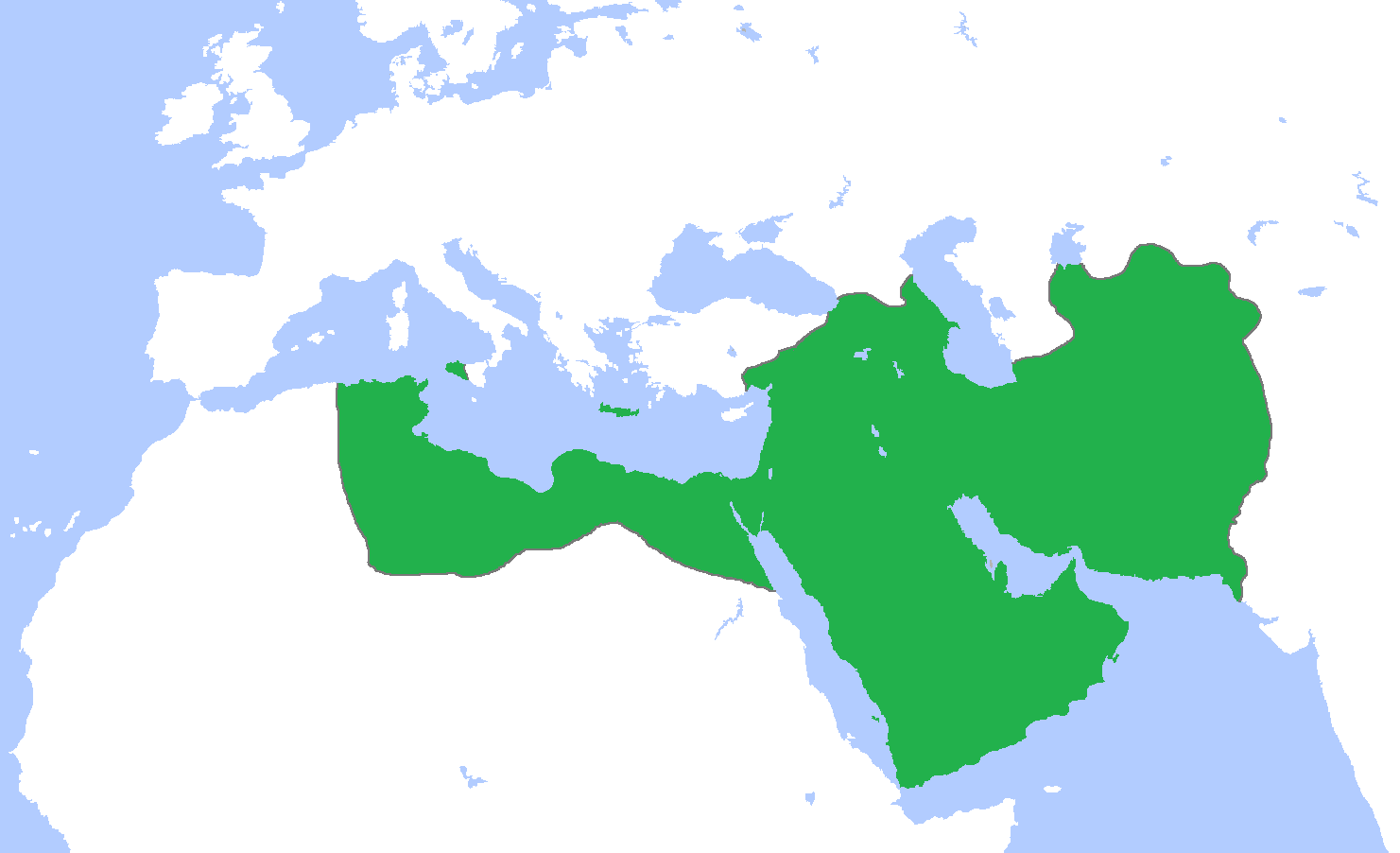
Kaart van het Kalifaat van de Abbasiden